# ارل ساندرلند
ارل ساندرلند (انگلیسی: Earl of Sunderland) یک عنوان نجیب‌زادگی برای اشراف انگلستان است. این عنوان برای اولین بار در سال ۱۶۲۷ میلادی توسط چارلز یکم به امانوئل اسکروپ اهدا شده است.